# 山中弘
山中 弘（やまなか ひろし、1953年 - ）は、日本の宗教社会学者（文学博士）。筑波大学名誉教授。

## 来歴
東京都出身。早稲田大学文学部人文学科卒業、筑波大学大学院博士課程哲学・思想研究科宗教学・比較思想学専攻修了。
研究領域・問題関心は幅広く、イギリス・メソディズム、ナショナリズムといったものから、映画・マンガなどのポピュラー・カルチャーの中の宗教にまで至る。

## 著作リスト

### 著作
- イギリス・メソディズム研究（ヨルダン社、1990年）
- 生きる力のユートピア――宮崎駿「現象」の意味するもの（『現代宗教2003』東京堂出版、2003年）
- 宗教学入門（共編、ミネルヴァ書房、2005年）
- 宗教とツーリズム―聖なるものの変容と持続― （編、世界思想社、2012年）

### 翻訳
- 現象学と宗教社会学―続・見えない宗教（共訳、トーマス・ルックマン、ヨルダン社、1989年）
- 社会科学における比較の方法（ネイル・スメルサー、玉川大学出版部、1996年）
- 文化とグローバル化―現代社会とアイデンティティ表現（共訳、A.D.キング、玉川大学出版部、1999年）
- 宗教社会学―宗教と社会のダイナミックス（共訳、メレディス・G・マクガイア、明石書店、2008年）

## 関連人物
- 荒木美智雄（宗教学者、筑波大学名誉教授）
- 井門富二夫（宗教学者、筑波大学名誉教授）